# TOEFL
El Test Of English as a Foreign Language (literalment, "prova d'anglès com a llengua estrangera"), més conegut com a TOEFL [ˈtoʊfəl] és una prova que avalua la capacitat d'una persona per a entendre i usar l'anglès en un àmbit acadèmic.
Va ser desenvolupada per a quantificar el domini de la llengua anglesa dels locutors que no són nadius i volen estudiar a les universitats dels Estats Units.
D'ençà que es va crear el 1964, ha esdevingut un dels requisits d'admissió per als estudiants estrangers a nombroses centres docents i universitats del món anglosaxó. A més a més, aquest test també pot ser un requisit per a institucions diverses com ara les agències governamentals o el món dels negocis. El resultat del TOEFL té una validesa de dos anys i després ja no s'indica, ja que el domini de la llengua pot haver canviat mentrestant.